# Janjucetus
A Janjucetus egy kihalt sziláscet, amely a késő oligocén korban élt Délkelet-Ausztráliában, kb. 25 millió évvel ezelőtt. Maradványait Jan Juc városánál találták meg, amelyet két fajba soroltak: a Janjucetus hunderi és a Janjucetus dullardi fajokba. A lelőhelyen más cetfélék, köztük a Prosqualodon, a Waipatia és a Mammalodon maradványait is fellelték.
A modern sziláscetekkel ellentétben a Janjucetusnak nem voltak szilái, hanem hatalmas, hegyes fogai, amellyel megragadták az áldozataikat. Ennek megfelelően olyan ragadozó volt, amely egy-egy préda elkapására specializálódott. Fogai azonban hasonlóságot mutattak a ma is élő rákevő fóka fogsorával, így lehetséges, hogy valamilyen kezdetleges szűrésre alkalmas volt. Szokatlanul nagyméretű szemei voltak, amely minden bizonnyal segítette a vadászat során.

## Felfedezése
Az állatot az 1990-es évek végén egy Staumn Hunder nevű tinédzser szörföző fedezte fel Jan Juc városa mellett, 26-24 millió évvel ezelőtt keletkezett kőzetrétegekben. Nevét is a városról kapta, jelentése "Jan Juc cetje", a "hunderi" pedig a felfedezőjére utal. A fiatalember elmondása szerint szörfözés közben látta meg egy sziklán a barnás színű maradványokat, amelyet apjával együtt vittek el a Monash Egyetemre, további vizsgálatok céljából. A jó állapotban megőrződött fosszília része egy közel teljes koponya, állkapocs, gerincoszlop, bordák, lapockák és orsócsont. A mai napig ez a legteljesebben fennmaradt ausztráliai cetmaradvány.
2019 júniusában Ross Dullard ugyanazon a lelőhelyen talált egy egy részlegesen megmaradt koponyát, amelyet az előző lelet mellé került a Melbourne-i Múzeumba.

## Leírása
A Janjucetus kb. 3,5 méter hosszúra nőtt meg, nagyjából akkorára, mint a ma élő palackorrú delfin, de jóval kisebbre, mint bármelyik ma élő sziláscet. Pofája széles és háromszögletes volt, nem lapos és hosszúkás, mint ma élő utódainál. A pofa négyötödét a felső állcsont tette ki, az alsó állkapocs két fele pedig összeforrt (a mai sziláscetek esetében ezek között sokkal rugalmasabb kapcsolat van, hogy hatalmasra tudják tátani a szájukat), A többi őscethez és primitív bálnához képest szélesebb volt a pofája, amellyel a modern bálnák előfutára volt. Nem volt képes az echolokációra, volt viszont az alsó állkapcsa mentén egy hosszú zsírpárna, hasonlóan a fogascetekhez, így valószínűleg képes volt az ultrahang észlelésére. Szokatlanul nagy szemei a koponya felső részén voltak, így valószínűleg inkább ezekre hagyatkozott a tájékozódás során.
Szilák helyett hatalmas fogai voltak. A metszőfogak és a szemfogak egy sor kúpos tépőfogsort alkottak, az őrlőfogak pedig tarajosak voltak. A fogak gyökere mélyen volt, a nagy préda megragadására specializálva. A fogak mérete az állkapocsban hátrafelé haladva egyre kisebb volt, izomzata alapján pedig erőset haraphatott. Mindezek arra utalhatnak, hogy a Janjucetus vagy egy specializálódott fajta volt, amely egy konkrét evolúciós fülkét töltött ki, vagy egy evolúciós zsákutca, amely csak egy leágazása volt a sziláscetek evolúciójának.
Sziláscet, habár nem voltak szilái, mégis, a koponya jellegzetességei miatt (pl. az orrcsont és a koponyacsont találkozása) annak mondható. Valószínűleg nagy halakra és cápákra vadászott, a sok hasonlóság miatt a leopárdfókára emlékeztető módon. Az is lehetséges azonban, hogy a fogai egymásra záródtak, és ezzel képes volt szűrni a vizet, ezzel táplálékhoz jutni belőle. 